# Børresens Bådebyggeri
Børresens Bådebyggeri är ett danskt båtvarv i Vejle på Jylland. Det grundades av Børge Børresen och hans bror Albert Børresen 1939. Redan dessförinnan hade bröderna som lärlingar byggt och sålt en Drake. Varvet byggde mindre segelbåtar, motorbåtar och jollar i trä. Efter broderns död 1948 fortsatte varvet med Børge Børresen som ensam ägare. 
Inför de olympiska sommarspelen i Helsingfors 1952 byggde varvet samtliga 40 finnjollar som användes vid tävlingarna.
Børresen själv seglade drake men    byggde också båtar till sina konkurrenter runt om i världen. Hela 325 stycken drakar hann byggas i trä innan man började att bygga dem i glasfiberarmerad plast.
Børresens söner började på varvet  1969 och tog över driften 1982. År 1977 ritade de tillsammans med fadern entypsbåten BB 10, som varvet byggde. Solingen, som blev olympisk klass 1972, var en annan storsäljare och vid de olympiska sommarspelen 2000 i Sydney var tretton av de 16 tävlande båtarna från Børresens varv. Även Ynglingen, som var olympisk klass år 2004 och 2008, byggdes vid varvet.
År 2012 flyttade varvet till en ny adress i Vejle. I samband med flytten sålde man rättigheter och gjutformar till draken och BB 10 till Vejle Yacht Service.

## Båttyper byggda vid varvet (urval)
- Drake
- Soling
- Yngling
- BB 10
- Finnjolle
- Zoom 8